# أولاد احمامة (إمكارطو)
أولاد احمامة هي إحدى مشيخات المملكة المغربية، تتبع جغرافيا لإقليم سطات وإداريًا لامڭارطو. يقدر عدد سكانها بـ 1932 نسمة حسب الإحصاء الرسمي للسكان والسكنى لسنة 2004.